# Mayaponera constricta
Mayaponera constricta (лат. ) — вид муравьёв (Formicidae), единственный в составе монотипического рода Mayaponera из подсемейства Ponerinae, который ранее включался в состав рода Pachycondyla. Центральная и Южная Америка.

## Распространение
Неотропика: Бразилия, Коста-Рика, Колумбия, Панама, Перу, Суринам, Французская Гвиана, Эквадор.

## Этимология
Родовое название Mayaponera дано в честь коренного американского народа Майя и одновременно в честь дочери (Maya) первого автора.

## Описание
Среднего размера муравьи. Длина рабочих особей от 6,0 до 7,5 мм, красновато-коричневого цвета (крылатые самки до 8 см; встречаются эргатоидные самки). Усики 12-члениковые. Глаза средних размеров, расположены в переднебоковой части головы. Скапус усика длинный, выходит за затылочный край головы. Проподеальные дыхальца округлой формы. Задние голени с 2 шпорами: одной крупной гребенчатой и одной мелкой простой. Петиоль чешуевидный. Мандибулы длинные и узкие субтреугольные, примерно с 12 зубчиками на жевательном крае. Мезонотум отделён глубоким швом от проподеума. Проподеум без шипиков или зубцов. Стебелёк между грудкой и брюшком состоит из одного членика петиоля. Брюшко с перетяжкой между 1-м (A3) и 2-м (A4) сегментами. Обнаружены в подстилочном слое тропических лесов Латинской Америки. Хищники, гнезда земляные и в гнилой древесине.

## Систематика
Вид Mayaponera constricta был впервые описан в 1884 году австрийским мирмекологом Густавом Майром под первоначальным названием Ponera constricta Mayr, 1884. Затем M. constricta несколько раз менял своё таксономическое положение, в том числе с 1972 года входил в состав рода Mesoponera, а с 1995 года включался в состав рода Pachycondyla. В 2009 году Крис Шмидт (Schmidt, 2009), проведя молекулярно-генетический филогенетический анализ подсемейства понерины выделил M. constricta в отдельный род Mayaponera Schmidt & Shattuck, 2014 и включил его в состав родовой группы Pachycondyla genus group (Ponerini) в качестве сестринской ветви к Dinoponera, Pachycondyla и Neoponera. Mayaponera имеет конвергентное сходство с родами Mesoponera и Rasopone.